# Liste der Krankheiten des Atmungssystems nach ICD-10
Die Internationale statistische Klassifikation der Krankheiten und verwandter Gesundheitsprobleme (ICD-10) klassifiziert im Kapitel X die Krankheiten des Atmungssystems (Respirationskrankheiten) nach untenstehendem Schlüssel.

## J00–J06 Akute Infektionen der oberen Atemwege
| Code | Beschreibung                                                                                   | Namen der Erkrankungen (Synonyme) | Übersichtsartikel |
| ---- | ---------------------------------------------------------------------------------------------- | --- | ----------------- |
| J00  | Akute Rhinopharyngitis [Erkältungsschnupfen]                                                   | akute Rhinitis, infektiöse Rhinitis, akute Rhinopharyngitis, infektiöse Rhinopharyngitis, Schnupfen                                                                 | –                 |
| J01  | Akute Sinusitis                                                                                | Akute Sinusitis maxillaris (akute Kieferhöhlenentzündung), akute Sinusitis frontalis, akute Sinusitis ethmoidalis, akute Sinusitis sphenoidalis, akute Pansinusitis | Sinusitis         |
| J02  | Akute Pharyngitis                                                                              | Akute Halsentzündung, Streptokokken-Pharyngitis, akute Pharyngitis n. n. b., akute Rachenentzündung                                                                 | Pharyngitis       |
| J03  | Akute Tonsillitis                                                                              | Akute Tonsillitis, Streptokokken-Tonsillitis, Angina follicularis                                                                                                   | Tonsillitis       |
| J04  | Akute Laryngitis und Tracheitis                                                                | Akute Laryngitis, akute Tracheitis, akute Laryngotracheitis | –                 |
| J05  | Akute obstruktive Laryngitis [Krupp] und Epiglottitis                                          | Akute obstruktive Laryngitis [Krupp], akute Epiglottitis | –                 |
| J06  | Akute Infektionen an mehreren oder nicht näher bezeichneten Lokalisationen der oberen Atemwege | Akute Laryngopharyngitis, Grippaler Infekt | –                 |

## J09–J18 Grippe und Pneumonie
| Code | Beschreibung                                                                | Namen der Erkrankungen (Synonyme) | Übersichtsartikel |
| ---- | --------------------------------------------------------------------------- | --------------------------------- | ----------------- |
| J09  | Grippe durch nachgewiesene Vogelgrippe-Viren                                | Vogelgrippe                       | Influenza         |
| J10  | Grippe durch sonstige nachgewiesene Influenzaviren                          | Grippe                            | Influenza         |
| J11  | Grippe, Viren nicht nachgewiesen                                            | –                                 | Influenza         |
| J12  | Viruspneumonie, anderenorts nicht klassifiziert                             | Viruspneumonie                    | Lungenentzündung  |
| J13  | Pneumonie durch Streptococcus pneumoniae                                    | –                                 | Lungenentzündung  |
| J14  | Pneumonie durch Haemophilus influenzae                                      | –                                 | Lungenentzündung  |
| J15  | Pneumonie durch Bakterien, anderenorts nicht klassifiziert                  | –                                 | Lungenentzündung  |
| J16  | Pneumonie durch sonstige Infektionserreger, anderenorts nicht klassifiziert | –                                 | Lungenentzündung  |
| J17* | Pneumonie bei anderenorts klassifizierten Krankheiten                       | –                                 | Lungenentzündung  |
| J18  | Pneumonie, Erreger nicht näher bezeichnet                                   | –                                 | Lungenentzündung  |

## J20–J22 Sonstige akute Infektionen der unteren Atemwege
| Code | Beschreibung                                                 | Namen der Erkrankungen (Synonyme)         | Übersichtsartikel |
| ---- | ------------------------------------------------------------ | ----------------------------------------- | ----------------- |
| J20  | Akute Bronchitis                                             | Akute Bronchitis, akute Tracheobronchitis | –                 |
| J21  | Akute Bronchiolitis                                          | Akute Bronchiolitis                       | –                 |
| J22  | Akute Infektion der unteren Atemwege, nicht näher bezeichnet | –                                         | –                 |

## J30–J39 Sonstige Krankheiten der oberen Atemwege
| Code | Beschreibung                                                                    | Namen der Erkrankungen (Synonyme) | Übersichtsartikel |
| ---- | ------------------------------------------------------------------------------- | --- | ----------------- |
| J30  | Vasomotorische und allergische Rhinopathie                                      | Rhinopathia vasomotorica, Allergische Rhinitis (Heufieber, Heuschnupfen, Pollenallergie, Pollinose) | –                 |
| J31  | Chronische Rhinitis, Rhinopharyngitis und Pharyngitis                           | Chronische Rhinitis, Ozaena, Chronische Rhinopharyngitis, chronische Pharyngitis, chronische Rachenentzündung | –                 |
| J32  | Chronische Sinusitis                                                            | Chronische Sinusitis maxillaris, chronische Kieferhöhlenentzündung, chronische Sinusitis frontalis, chronische Sinusitis ethmoidalis, chronische Sinusitis sphenoidalis, chronische Pansinusitis | Sinusitis         |
| J33  | Nasenpolyp                                                                      | Polyp der Nasenhöhle, Choanalpolyp, nasopharyngealer Polyp, Polyposis nasalis deformans (Woakes-Syndrom, Ethmoiditis) | Nasenpolyp        |
| J34  | Sonstige Krankheiten der Nase und der Nasennebenhöhlen                          | Abszess, Furunkel und Karbunkel der Nase; Zyste oder Mukozele der Nase und der Nasennebenhöhle; Nasenseptumdeviation; Hypertrophie der Nasenmuscheln, Perforation des Nasenseptums, Rhinolith | –                 |
| J35  | Chronische Krankheiten der Gaumen- und Rachenmandeln                            | Chronische Tonsillitis, Hyperplasie der Gaumenmandeln, Hyperplasie der Rachenmandeln (Adenoide Vegetationen), Mandelstein, Tonsillenulkus | –                 |
| J36  | Peritonsillarabszess                                                            | Peritonsillarabszess, peritonsilläre Phlegmone, Tonsillarabszess, Retrotonsillarabszess | –                 |
| J37  | Chronische Laryngitis und Laryngotracheitis                                     | Chronische Laryngitis, chronische Laryngotracheitis | –                 |
| J38  | Krankheiten der Stimmlippen und des Kehlkopfes, anderenorts nicht klassifiziert | Glottislähmung, Kehlkopflähmung, Rekurrensparese, Stimmlippenpolyp, Kehlkopfpolyp, Stimmlippenknötchen (nodöse Chorditis, fibrinöse Chorditis, tuberöse Chorditis, Lehrerknötchen, Sängerknötchen), Stimmlippengranulom, Larynxödem, Reinke-Ödem, Laryngospasmus, Laryngismus, Pseudokrupp, Kehlkopfstenose | –                 |
| J39  | Sonstige Krankheiten der oberen Atemwege                                        | Retropharyngealabszess, Parapharyngealabszess (Peripharyngealabszess), Nasopharynxabszess, Rachenphlegmone, Tornwaldt-Zyste | –                 |

## J40–J47 Chronische Krankheiten der unteren Atemwege
| Code | Beschreibung                                         | Namen der Erkrankungen (Synonyme) | Übersichtsartikel |
| ---- | ---------------------------------------------------- | --- | ----------------- |
| J40  | Bronchitis, nicht als akut oder chronisch bezeichnet | Bronchitis, Tracheobronchitis | Bronchitis        |
| J41  | Einfache und schleimig-eitrige chronische Bronchitis | Chronische Bronchitis | Bronchitis        |
| J42  | Nicht näher bezeichnete chronische Bronchitis        | Bronchitis, Tracheitis, Tracheobronchitis | Bronchitis        |
| J43  | Emphysem                                             | Lungenemphysem, McLeod-Syndrom (Einseitiges Emphysem, einseitige helle Lunge), Panlobuläres Emphysem (Panazinöses Emphysem), Zentrilobuläres Emphysem | Lungenemphysem    |
| J44  | Sonstige chronische obstruktive Lungenkrankheit      | Chronische obstruktive Lungenkrankheit | –                 |
| J45  | Asthma bronchiale                                    | Asthma bronchiale, allergisches Asthma bronchiale, Allergische Bronchitis, Atopisches Asthma, Exogenes allergisches Asthma bronchiale (Extrinsisches Asthma), Nichtallergisches Asthma bronchiale, Endogenes nichtallergisches Asthma bronchiale (Intrinsisches Asthma), Analgetika-Asthma, Asthmatische Bronchitis, Late-Onset-Asthma | Asthma bronchiale |
| J46  | Status asthmaticus                                   | Status asthmaticus (Akutes schweres Asthma bronchiale) | Asthma bronchiale |
| J47  | Bronchiektasen                                       | Bronchiektasen, Bronchiolektasen | –                 |

## J60–J70 Lungenkrankheiten durch exogene Substanzen
| Code | Beschreibung                                                                                     | Namen der Erkrankungen (Synonyme) | Übersichtsartikel |
| ---- | ------------------------------------------------------------------------------------------------ | --- | ----------------- |
| J60  | Kohlenbergarbeiter-Pneumokoniose                                                                 | Kohlenbergarbeiter-Pneumokoniose, Anthrakose, Anthrakosilikose, Kohlenstaub-Lunge | Pneumokoniose     |
| J61  | Pneumokoniose durch Asbest und sonstige anorganische Fasern                                      | Asbestose | Pneumokoniose     |
| J62  | Pneumokoniose durch Quarzstaub                                                                   | Silikose | Pneumokoniose     |
| J63  | Pneumokoniose durch sonstige anorganische Stäube                                                 | Aluminose, Bauxitfibrose, Berylliose, Graphitfibrose, Siderose, Stannose | Pneumokoniose     |
| J64  | Nicht näher bezeichnete Pneumokoniose                                                            | – | Pneumokoniose     |
| J65  | Pneumokoniose in Verbindung mit Tuberkulose                                                      | Pneumokoniose in Verbindung mit Tuberkulose | Pneumokoniose     |
| J66  | Krankheit der Atemwege durch spezifischen organischen Staub                                      | Byssinose, Flachsarbeiter-Krankheit, Cannabiose | Pneumokoniose     |
| J67  | Allergische Alveolitis durch organischen Staub                                                   | Allergische Alveolitis, Farmerlunge (Drescher-Lunge, Erntearbeiter-Lunge, Mouldy hay disease), Bagassose (Bagasse-Krankheit, Bagasse-Pneumonitis), Vogelzüchterlunge (Taubenzüchter-Krankheit, Taubenzüchter-Lunge, Wellensittichzüchter-Krankheit, Wellensittichzüchter-Lunge), Suberose (Korkarbeiter-Krankheit, Korkarbeiter-Lunge, Korkrindenschäler-Krankheit, Korkrindenschäler-Lunge), Malzarbeiter-Lunge, Pilzarbeiter-Lunge, Ahornrindenschäler-Lunge, Befeuchter-Lunge (Klimaanlage-Lunge), Fischmehlarbeiter-Lunge, Käsewäscher-Lunge, Kaffeearbeiter-Lunge, Kürschner-Lunge, Sequoiose, exogene allergische Alveolitis (Hypersensitive Pneumonitis) | Alveolitis        |
| J68  | Krankheiten der Atmungsorgane durch Einatmen von chemischen Substanzen, Gasen, Rauch und Dämpfen | – | –                 |
| J69  | Pneumonie durch feste und flüssige Substanzen                                                    | Aspirationspneumonie, Lipidpneumonie | –                 |
| J70  | Krankheiten der Atmungsorgane durch sonstige exogene Substanzen                                  | Strahlenpneumonitis, Lungenfibrose nach Strahleneinwirkung | –                 |

## J80–J84 Sonstige Krankheiten der Atmungsorgane, die hauptsächlich das Interstitium betreffen
| Code | Beschreibung                                                  | Namen der Erkrankungen (Synonyme) | Übersichtsartikel               |
| ---- | ------------------------------------------------------------- | --- | ------------------------------- |
| J80  | Atemnotsyndrom des Erwachsenen [ARDS]                         | Atemnotsyndrom des Erwachsenen (Acute Respiratory Distress Syndrome, ARDS, Hyaline-Membranen-Krankheit) | Interstitielle Lungenerkrankung |
| J81  | Lungenödem                                                    | Akutes Lungenödem, Lungenstauung | Interstitielle Lungenerkrankung |
| J82  | Eosinophiles Lungeninfiltrat, anderenorts nicht klassifiziert | Eosinophiles Lungeninfiltrat (Löffler-Syndrom (I), tropische Eosinophilie, pulmonale Eosinophilie) | Interstitielle Lungenerkrankung |
| J84  | Sonstige interstitielle Lungenkrankheiten                     | Alveolarproteinose, Microlithiasis alveolaris pulmonum, Akute interstitielle Pneumonie (Diffuse Lungenfibrose, Fibrosierende Alveolitis, Hamman-Rich-Syndrom, Idiopathische Lungenfibrose), Interstitielle Pneumonie | Interstitielle Lungenerkrankung |

## J85–J86 Purulente und nekrotisierende Krankheitszustände der unteren Atemwege
| Code | Beschreibung                           | Namen der Erkrankungen (Synonyme)                                | Übersichtsartikel |
| ---- | -------------------------------------- | ---------------------------------------------------------------- | ----------------- |
| J85  | Abszess der Lunge und des Mediastinums | Lungengangrän, Lungennekrose, Lungenabszess, Mediastinalabszess  | –                 |
| J86  | Pyothorax                              | Pyothorax, Pleuraabszess, Thoraxabszess, Empyem, Pyopneumothorax | –                 |

## J90–J94 Sonstige Krankheiten der Pleura
| Code | Beschreibung                                             | Namen der Erkrankungen (Synonyme)                                       | Übersichtsartikel |
| ---- | -------------------------------------------------------- | ----------------------------------------------------------------------- | ----------------- |
| J90  | Pleuraerguss, anderenorts nicht klassifiziert            | Pleuraerguss                                                            | –                 |
| J91* | Pleuraerguss bei anderenorts klassifizierten Krankheiten | –                                                                       | –                 |
| J92  | Pleuraplaques                                            | Pleuraplaques (Pleuraverdickung)                                        | –                 |
| J93  | Pneumothorax                                             | Pneumothorax, Spontanpneumothorax, Spannungspneumothorax                | –                 |
| J94  | Sonstige Krankheitszustände der Pleura                   | Chylothorax, Fibrothorax, Hämatothorax, Hämatopneumothorax, Hydrothorax | –                 |

## J95–J99 Sonstige Krankheiten des Atmungssystems
| Code | Beschreibung                                                                           | Namen der Erkrankungen (Synonyme) | Übersichtsartikel |
| ---- | -------------------------------------------------------------------------------------- | --- | ----------------- |
| J95  | Krankheiten der Atemwege nach medizinischen Maßnahmen, anderenorts nicht klassifiziert | Mendelson-Syndrom | –                 |
| J96  | Respiratorische Insuffizienz, anderenorts nicht klassifiziert                          | Respiratorische Insuffizienz | –                 |
| J98  | Sonstige Krankheiten der Atemwege                                                      | Broncholithiasis, Stenose des Bronchus, Tracheobronchiale Dyskinesie, Tracheobronchiales Kollapssyndrom, Ulkus des Bronchus, Lungenkollaps, Atelektase, Interstitielles Emphysem, Mediastinalemphysem, Pneumolithiasis, Zystische Lungenkrankheit (erworben), Mediastinalfibrose, Mediastinitis, Verlagerung des Mediastinums, Relaxatio diaphragmatica, Zwerchfelllähmung, Zwerchfellentzündung | –                 |
| J99* | Krankheiten der Atemwege bei anderenorts klassifizierten Krankheiten                   | – | –                 |